# 王柏森
王柏森（Berson Wang，1965年10月23日—），國立台北藝術大學戲劇學系，主修導演，副修表演。
影史百大華語片亞軍《牯嶺街少年殺人事件》電影主題曲，男、女雙聲帶主唱。以演出坎城影展最佳導演楊德昌之電影《獨立時代》，榮獲『第31屆金馬獎』最佳男配角。
曾擔任『第45屆金馬獎』評審委員。「果陀劇場」創始團員，主演的台灣第一齣 Live Band 搖滾音樂歌舞劇《吻我吧！娜娜》，創下了兩年內三度搬上舞台、加演速度最快、場次最多、票房最高紀錄。又以音樂劇《天使～不夜城》榮獲首屆『戲劇晶球獎』最佳男主角。被台灣藝文界最具權威性指標的「表演藝術雜誌」票選為『最受歡迎表演藝術偶像』。受國家音樂廳邀請，挑樑主演安德魯·洛伊·韋伯之百老匯經典名劇《約瑟夫的神奇彩衣》全球中文版首演，媒體封為「韋伯音樂劇在台最佳代言人」。史蒂芬·史匹柏 之【夢工廠】卡通《埃及王子》中文演唱人。
2018年，改編自經典電影《搭錯車》音樂劇，創下100天10座城市，場場爆滿的耀眼紀錄。

## 音樂作品
- 1987年： 第一屆《青春之星》校際音樂大賽優勝合輯，收錄個人第一首歌詞創作單曲『河童』。(滾石唱片)
- 1987年： 發行單曲『風在吹、心在碎』，收錄於齊秦、楊林、陶晶瑩、等《輝煌的日子》合輯。(綜一唱片)
- 1988年： 發行『詹姆斯·狄恩狂想曲』『我要頭也不回的走』，收錄於李亞明、薛岳、王宗正《讓世界都知道》三人合輯。(德州唱片)
- 1989年： 發行單曲『你把愛放在哪裡?』，收錄於郭子、郎祖筠、等《戀愛星座》合輯。（德州唱片）
- 1989年： 發行《出去飛一下》首張個人專輯。(德州唱片)
- 1990年： 發行《牯嶺街少年殺人事件》電影原聲帶。(飛碟唱片)
- 1995年： 發行《慾望 – 一切彷彿就像夢》個人專輯。(大禾唱片)
- 1996年： 發行《乘虛而入 – 男人的神秘花園》個人專輯。(點將唱片)
- 1997年： 發行《第12夜 – Twelve Nights》合輯。(點將唱片)
- 1998年： 與黃鶯鶯合唱『雙面情人』，收錄於《為愛瘋狂》專輯。(環球音樂)
- 1998年： 發行『情願做你的天使』單曲，收錄於《E-mail情人》舞台劇專輯。(果陀劇場)
- 1998年： 發行《吻我吧！娜娜》搖滾音樂劇 Live 版專輯。(豐華唱片)
- 1999年： 發行《天使～不夜城》音樂劇專輯。(華納唱片)
- 2000年： 發行《私人劇會》音樂劇專輯。(擎天娛樂)
- 2000年： 發行單曲『深藍』，收錄於《我們的島 之 再見海洋》合輯。(公共電視)
- 2001年： 發行『海拔三千』現場演唱，收錄於紀念薛岳《重回搖滾舞台》合輯。(喜瑪拉雅音樂)
- 2002年： 發行《睡美人》、《胡桃鉗》、《威尼斯商人》音樂劇專輯。(大風音樂)
- 2003年： 發行《梁祝》音樂劇雙CD專輯、精選專輯。(滾石唱片)
- 2004年： 發行《愛情有什麼道理？！》音樂劇專輯。(金革唱片)
- 2004年： 發行『地獄火』單曲，收錄於《台北地圖 之 尋找潘金蓮》拉丁舞劇專輯。(迷火佛拉明哥舞坊)
- 2005年： 發行《大愛電視》連續劇『金海清空』主題曲，收錄於《大愛音樂劇場》第六集。(靜思文化)
- 2006年： 發行《人間有愛 2–生命圓舞曲》與殷正洋、萬芳、洪瑞襄合唱『人間有愛』。(靜思文化)
- 2007年： 發行《人間有愛 3–歡喜作伴》台語歌曲『月娘的夢』、『回甘人生味』。(靜思文化)
- 2008年： 發行 mymbox 音樂網 – 單曲『年輕的夢』，收錄於《星光音樂匯》合輯。(藝見傳播)
- 2009年： 單曲『千年流放』作詞、並演唱曲中『敖包相會』，收錄於《我是阿千》專輯。(藝見傳播)
- 2010年： 發行『生日快樂，我的愛』單曲，收錄於果核《GROW – 成長》音樂劇錄片合輯。(果核唱片)
- 2011年： 單曲『人間有愛』，再次收錄於《大愛長情劇展–人間渡》音樂特輯。(靜思文化)
- 2013年： 單曲『寫一首幸福』，收錄於《大愛人間12–每個人都是太陽》合輯。(靜思文化)
- 2013年： 單曲『一念之間』國台語版，收錄於《清淨妙樂》系列合輯。(靜思文化)
- 2016年： 發行《福智》音樂舞台劇『吉星高照』現場演出DVD。(夢蓮花戲劇坊)
- 2018年： 發行《搭錯車》音樂劇雙CD專輯。(相信音樂)

## 劇場作品
- 1988年： 演出果陀劇場創團作品《動物園的故事》、《兩世姻緣》舞台劇。
- 1989年： 演出郭子音樂創作，果陀劇場首部歌舞劇作品《燈光九秒請準備》。
- 1990年： 與王琄、戴立忍合作演出果陀劇場《雙頭鷹之死》舞台劇。
- 1994年： 與劉雪華演出莎士比亞名劇《新馴悍記》、《台北動物人》舞台劇。
- 1995年： 編劇、導演國家戲劇院實驗劇展《夢幻迷宮》舞台劇。(果陀劇場)
- 1997年： 演出張雨生唯一創作之搖滾音樂歌舞劇《吻我吧！娜娜》。(果陀劇場)
- 1997年： 與PUB女王黃小琥合作演出《吻我吧！娜娜》歌舞劇加演。(果陀劇場)
- 1998年： 演出果陀劇場舞台劇《E-mail情人》，並演唱主題曲「情願做你的天使」。
- 1998年： 赴紐約巡演《台北動物人》舞台劇，並演唱林隆旋譜寫之同名主題曲。
- 1998年： 參與汪其楣導演之舞台劇《複製新娘》音樂設計。(果陀劇場)
- 1998年： 與蔡琴合作演出《天使～不夜城》歌舞劇，並以此劇獲得首屆「戲劇晶球獎」最佳男主角。
- 1999年： 搖滾音樂歌舞劇《吻我吧！娜娜》新世紀沸騰重演版，於台北國父紀念館第三度巡迴加演。
- 1999年： 與許景淳合作演出《大鼻子情聖西哈諾》、《世紀末動物園故事》小劇場十週年經典劇展。
- 2000年： 赴北京保利劇院、杭州及上海巡演《天使～不夜城》歌舞劇、主演《看見太陽》歌舞劇。
- 2000年： 改編自田納西·威廉斯劇作《慾望街車》，並導演、作詞、演出《私人劇會》音樂劇。
- 2000年： 與豫劇皇后王海玲合作演出現代豫劇《中國公主杜蘭朵》。(臺灣豫劇團)
- 2001年： 與金士傑合作演出奧斯卡金像獎名劇《莫札特謀殺案》。(果陀劇場)
- 2002年： 於伯樂門舉辦個人首部歌舞「PARTY SHOW」《狂野拉丁百老匯》。
- 2002年： 演出大風劇場《威尼斯商人》音樂劇、《經典大風》音樂劇。
- 2003年： 於國家音樂廳演出中文版《約瑟夫的神奇彩衣》音樂劇。
- 2003年： 於國家戲劇院與辛曉琪合作演出《梁祝》音樂劇。
- 2003年： 與鍾鎮濤、陳潔儀、郎祖筠演出李宗盛《愛情有什麼道理?!》音樂劇。
- 2004年： 與巫啟賢合作演出《愛情有什麼道理?!》音樂劇加演。(春禾劇團)
- 2004年： 主演《睡美人》音樂劇、《台北地圖之尋找潘金蓮》佛拉明哥舞劇。(迷火舞坊)
- 2005年： 音樂劇《梁祝》再度巡迴加演。(大風音樂劇場)
- 2007年： 改編自東尼獎名劇《蜘蛛女之吻》，並導演、作詞、主演超魔幻寫實音樂劇《紅伶》。
- 2009年： 主演大風音樂劇場創團十週年，第10部作品《美好的人生》音樂舞台劇。
- 2010年： 編導、演唱高雄市交響樂團《情歌時代》國台語經典老歌演唱會。
- 2011年： 四月，於兩廳院廣場，主演台達電子四十週年慶《讓世界動起來–法拉第的一生》科學音樂劇。
- 2011年： 十二月，再度於台中圓滿劇場、高雄中正文化中心廣場，加演《法拉第的一生》戶外大型多媒體科學音樂舞台劇。
- 2013年： 國防部為紀念及慶祝八二三砲戰五十五周年，於TICC國際會議中心主演音樂劇【鋼鐵的八二三】。
- 2013年： 十二月，於兩廳院藝文廣場主演大型科學音樂舞台劇【哈雷與牛頓-從黑暗到光明】。
- 2013年： 十二月，主演福智-夢蓮花戲劇坊音樂舞台劇【吉星高照】。
- 2014年： 北中南，持續巡迴加演音樂舞台劇【吉星高照】、【哈雷與牛頓-從黑暗到光明】。
- 2014年： 十月，演出花雅劇坊舞台劇《台北紐約》之 【小王的後宮任務】。
- 2015年： 元月，於台北城市舞台、三月，赴上海大劇院，巡迴加演音樂舞台劇【吉星高照】。
- 2016年： 五月，赴廈門嘉更大劇院，巡迴加演音樂舞台劇【吉星高照】。
- 2017年： 十月，於台中國家大歌劇院，與 NTSO 國立台灣交響樂團合作，主演台中花都藝術季《臻愛百年》開幕音樂劇【張達京 之 回家】。
- 2018年： 與丁噹、陳乃榮、蕭景鴻世界巡演，由經典電影改編之《搭錯車 Accident Of Love音樂劇》。(相信音樂)

### 搭錯車音樂劇
| 場次 | 日期       | 國家/地區 | 城市   | 劇名                    | 場地                   | 附註   | 票房 |
| ---- | ---------- | --------- | ------ | ----------------------- | ---------------------- | ------ | ---- |
| 1    | 2018-07-07 | 臺灣      | 台中   | 搭錯車 Accident Of Love | 台中國家歌劇院大劇院   |        |      |
| 2    | 2018-07-08 | 臺灣      | 台中   | 搭錯車 Accident Of Love | 台中國家歌劇院大劇院   |        |      |
| 3    | 2018-07-14 | 臺灣      | 台北   | 搭錯車 Accident Of Love | 國家戲劇院             |        | 完售 |
| 4    | 2018-07-15 | 臺灣      | 台北   | 搭錯車 Accident Of Love | 國家戲劇院             | 完售   |      |
| 5    | 2018-07-20 | 臺灣      | 高雄   | 搭錯車 Accident Of Love | 高雄市立文化中心至德堂 |        |      |
| 6    | 2018-07-21 | 臺灣      | 高雄   | 搭錯車 Accident Of Love | 高雄市立文化中心至德堂 |        |      |
| 7    | 2018-11-24 | 中国大陆  | 廈門   | 搭錯車 Accident Of Love | 廈門保利嘉庚劇院       |        |      |
| 8    | 2019-02-05 | 加拿大    | 多倫多 | 搭錯車 Accident Of Love | 多倫多索尼表演藝術中心 |        |      |
| 9    | 2019-02-09 | 加拿大    | 溫哥華 | 搭錯車 Accident Of Love | 溫哥華大劇院           |        |      |
| 10   | 2019-03-02 | 中国大陆  | 南京   | 搭錯車 Accident Of Love | 保利大劇院             |        |      |
| 11   | 2019-03-08 | 中国大陆  | 武漢   | 搭錯車 Accident Of Love | 湖北劇院               |        |      |
| 12   | 2019-04-13 | 中国大陆  | 上海   | 搭錯車 Accident Of Love | 東方藝術中心           |        |      |
| 13   | 2019-04-14 | 中国大陆  | 上海   | 搭錯車 Accident Of Love | 東方藝術中心           |        |      |
| 14   | 2019-04-20 | 中国大陆  | 北京   | 搭錯車 Accident Of Love | 北展劇場               |        |      |
| 15   | 2019-07-13 | 臺灣      | 台中   | 搭錯車 Accident Of Love | 台中國家歌劇院大劇院   | 旗艦版 | 完售 |
| 16   | 2019-07-14 | 臺灣      | 台中   | 搭錯車 Accident Of Love | 台中國家歌劇院大劇院   | 旗艦版 | 完售 |
| 17   | 2019-09-12 | 臺灣      | 高雄   | 搭錯車 Accident Of Love | 衛武營國家藝術文化中心 | 旗艦版 |      |
| 18   | 2019-09-13 | 臺灣      | 高雄   | 搭錯車 Accident Of Love | 衛武營國家藝術文化中心 | 旗艦版 | 完售 |
| 19   | 2019-09-14 | 臺灣      | 高雄   | 搭錯車 Accident Of Love | 衛武營國家藝術文化中心 | 旗艦版 | 完售 |
| 20   | 2019-09-15 | 臺灣      | 高雄   | 搭錯車 Accident Of Love | 衛武營國家藝術文化中心 | 旗艦版 | 完售 |
| 21   | 2019-09-18 | 臺灣      | 台北   | 搭錯車 Accident Of Love | 國家戲劇院             | 旗艦版 | 完售 |
| 22   | 2019-09-19 | 臺灣      | 台北   | 搭錯車 Accident Of Love | 國家戲劇院             | 旗艦版 | 完售 |
| 23   | 2019-09-20 | 臺灣      | 台北   | 搭錯車 Accident Of Love | 國家戲劇院             | 旗艦版 | 完售 |
| 24   | 2019-09-21 | 臺灣      | 台北   | 搭錯車 Accident Of Love | 國家戲劇院             | 旗艦版 | 完售 |
| 25   | 2019-09-22 | 臺灣      | 台北   | 搭錯車 Accident Of Love | 國家戲劇院             | 旗艦版 | 完售 |
| 26   | 2019-11-16 | 新加坡    | 新加坡 | 搭錯車 Accident Of Love | 星宇表演藝術中心       |        |      |

- 2022年：九月，於衛武營國家藝術文化中心戲劇廳，音樂說故事劇場《湖底之鬼》。
- 2024年： 演出春河劇團作品《第三者》舞台劇。

## 電影作品
- 1991年：楊德昌 導演 【牯嶺街少年殺人事件】，並以男、女雙聲帶演唱電影主題曲。
- 1994年：楊德昌 導演 【獨立時代】，並以本片獲得《第31屆金馬獎》最佳男配角。
- 1996年：楊德昌 導演 【麻將】。
- 1997年：魏德聖 導演 【黎明之前】。
- 1998年：史蒂芬·史匹柏 之《夢工廠》卡通【埃及王子】中文演唱人。
- 2005年：金穗獎 最佳劇情片《女人女人二部曲》之【秋天的藍調】。

## 電視作品
- 2004年： 主演、主唱大愛電視連續劇《金海清空》。
- 2005年： 主演公共電視人生劇展《為什麼要對你掉眼淚?!》。
- 2008年： 演唱大愛電視連續劇《回甘人生味》同名主題曲。
- 2010年： 演唱TVBS偶像劇《就是要香戀》插曲『生日快樂，我的愛』。
- 2011年： 演唱大愛電視長情劇展《回首留蘭香》片頭主題曲『人間有愛』。
- 2013年： 主演、主唱大愛電視連續劇《愛在陽光下》同年四月7日播出。
- 2014年： 主唱大愛電視連續劇《紅塵驛站》主題曲『寫一首幸福』。

## 廣告作品
- 1998年： 福特汽車年度廣告歌曲《與你一起向前》演唱人。
- 1998年： Nokia手機廣告《找自己愛的人》作詞，郭富城演唱。

## 演唱作品
- 1998年： 第四十三屆《亞太影展》暨第三十五屆《金馬獎》聯合頒獎晚會，演唱『西城故事』《Tonight》。
- 1999年： 台北愛樂《帶我去百老匯》演唱『歌劇魅影』、『愛的觀點』、『獅子王』、『悲慘世界』。
- 2000年： 薛岳十週年紀念演唱會，演唱《九歌》音樂劇主題曲『海拔三千』。
- 2000年： 第卅七屆《金馬獎》頒獎典禮，受邀領銜演出『烈火黑街』音樂劇。
- 2001年： 於台北神話舉辦《戲劇王子王柏森 v.s.爵士天后官靈芝》世紀飆歌演唱會。
- 2001年： 台中市戲劇藝術節《戲戲品味2001》，演出『新世紀再聲主義』個人歌舞秀。
- 2001年： 第四屆台北藝術節領銜演唱《當代果陀–傳唱百老匯》。
- 2001年： 受邀於《台南市藝術季–情定府城》領銜演唱。
- 2002年： 於台北上海伯樂門發表個人歌舞 PARTY SHOW《狂野拉丁百老匯》。
- 2002年： 受邀馬祖中秋聯歡晚會演唱、受邀台北縣「2002鶯歌陶瓷嘉年華」活動演唱。
- 2002年： 受邀「中華民國第40屆十大傑出青年」頒獎晚會演唱、參與櫻井弘二《koji來台十年音樂會》演唱。
- 2002年： 受邀福華飯店《耶誕佳年華》七○年代經典老歌個人演唱會。
- 2003年： 擔任中正紀念堂《七夕情人爵士夜》演唱會嘉賓。
- 2004年： 受邀慈濟基金會《大愛之友》美東地區巡迴演出。
- 2005年： 於EZ5 PUB特別演出、於主婦之店特別演出。
- 2006年： 受邀吳佩倩舞極《50歲生日成果展》表演嘉賓。大陸新浪博客正式成立。
- 2007年： 受邀黃韻玲《春暖花開》演唱會表演嘉賓、張弘毅《音樂人生》演唱會表演嘉賓。
- 2008年： 擔任《第45屆金馬獎》評審委員。
- 2009年： 台灣無名小站正式成立。於《Facebook》粉絲頁發表【情詩成歌】三百首。
- 2010年： 中華民國九十九年雙十國慶文化訪問團《台灣流行音樂經典演唱會》美加巡演。
- 2010年： 高雄市交響樂團《情歌時代》國台語經典老歌演唱會、香港《台灣月》民歌經典演唱會。
- 2011年： 傳奇飛起來《我們都愛李泰祥》演唱會、第二十一屆《醫療奉獻獎》演唱、百年《情歌時代》演唱會。
- 2011年： 第四十八屆《金馬獎》開幕典禮『金馬奔騰–戀戀風城』電影音樂演唱會。
- 2013年： 中華民國102年僑委會春節文化訪問團《金嗓高歌喜迎春》日本、東南亞7國13個城市巡迴訪演。
- 2013年： 慶祝中華民國102年雙十國慶文化訪問團《榮耀世紀–喝采中華》美加地區十二城市巡迴訪演。
- 2018年： 受邀於慈濟《大愛電視》20 週年台慶獻唱【人間有愛】。

## 外部連結
- 王柏森在互联网电影资料库（IMDb）上的資料（英文）（英文）
- 王柏森在香港影庫上的簡介
- 王柏森在豆瓣上的资料（简体中文）
- 王柏森在时光网上的簡介（简体中文）
- 王柏森的Facebook專頁
- 王柏森的新浪博客
- 歌舞劇王子王柏森的新浪微博